# Anton Dahlberg
Anton Carl Diderik Dahlberg, född 10 maj 1985 i Växjö, Kronobergs län, är en svensk seglare som tävlar i tvåmansjolle-klassen 470. Han började segla i Växjö Kappseglingsklubb, men har under största delen av sin karriär tävlat för Kungliga Svenska Segelsällskapet.
Dahlberg tävlade för Sverige vid olympiska sommarspelen 2008 i Peking, där han tillsammans med Sebastian Östling slutade på 15:e plats i 470-klassen. Vid olympiska sommarspelen 2012 i London slutade Dahlberg tillsammans med Östling på 10:e plats i 470-klassen. Vid olympiska sommarspelen 2016 i Rio de Janeiro slutade Dahlberg och Fredrik Bergström på sjätte plats i 470-klassen.
2017 tog Dahlberg silver vid 470-VM i Thessaloniki tillsammans med Fredrik Bergström. Han tog guld i 470-klassen vid EM 2018 i Burgas (tillsammans med Bergström). 2019 försvarade de sitt EM-guld i 470-klassen. Under 2019 tog de även ett VM-brons i japanska Enoshima. I mars 2021 kom karriärens fullträff, då Dahlberg och Bergström blev världsmästare vid 470-VM i Vilamoura. Vid olympiska sommarspelen 2020 i Tokyo tog duon Dahlberg och Bergström silver i 470-klassen. Vid olympiska sommarspelen 2024 i Paris tog Dahlberg brons tillsammans med Lovisa Karlsson i mixedklassen 470.
Dahlberg blev 2000 utsedd till Årets junior av Svenska Seglarförbundet. 2010 blev han utsedd till Årets seglare (tillsammans med Sebastian Östling). Dahlberg blev 2017 utsedd till Årets manliga seglare. Han blev även utsedd till Årets seglare både 2018 och 2019 tillsammans med Fredrik Bergström.